# Técnica del par coincidente
La técnica del par coincidente es un sistema de colocación de micrófonos para lograr una grabación estéreo de sonido. También se conoce como técnica del par XY o técnica del estéreo en intensidad.
Se utilizan dos micros direccionales  (la direccionalidad que se elija debe ser igual para ambos, es decir, si se decide usar cardioides, ambos deben serlo). Se eligen micros direccionales porqué son más sensibles a los sonidos que proceden del frente (o sea, a los que están alineados con el eje) y van perdiendo sensibilidad conforme el sonido se aleja de éste. 
Se colocan ambos micros con sus rejillas próximas y de forma que sus diafragmas coinciden uno encima del otro en simetría con respecto a una línea central imaginaria (eje). El hecho de que los diafragmas estén coincidentes permite que la técnica del par coincidente sea monocompatible, no se producen interferencias por razones de fase. Que sea mono-compatible  significa que la respuesta en frecuencia es la misma en mono que en estéreo. No existen diferencias de tiempo (fase) entre los canales que pueda degradar la respuesta en frecuencia cuando se combinen para formar el mono. Cuando el sonido va a ser necesariamente reproducido en mono (grabaciones hechas para emisoras de la onda media), es conveniente utilizar esta técnica de par coincidente.
Para lograr el estéreo, aunque los diafragmas estén en una posición coincidente, ambos micros deben estar separados en ángulo (es decir, mirando en direcciones opuestas). La angulación concreta que adoptaran los micros depende del diagrama polar especifíco de los mismos.
La señal estéreo resultante es fruto de la diferencia entre las intensidades de la señal captada por un micro (X), con respecto a la que capta el otro (Y). Cada micro será responsable de captar un canal diferente.
El resultado:
- Las fuentes situadas en el centro (por ejemplo, los instrumentos situados en el centro de una orquesta) producen una señal idéntica en cada micro, con lo que al reproducir este sonido la imagen sonora de estas fuentes centrales quedará localizada a mitad de camino entre los dos altavoces, es decir, en el centro.
- Las fuentes sonoras están a la derecha. El micro que capta el canal derecho (R) produce una señal más alta (intensa) que la producida  por el canal izquierdo. Al reproducir la señal,  el altavoz de la derecha obviamente dará una intensidad más alta que la que produce el altavoz izquierdo, y el oyente localizará la imagen sonora a la izquierda.
- Las fuentes sonoras situadas a la izquierda. Proceso inverso al anterior. El canal izquierdo es más intenso y se reproduce con mayor intensidad, localizando la fuente sonora a la izquierda.

No existe una única técnica de par coincidente, va a depender de la direccionalidad concreta de los micros y de la ángulación que se dé a los micros. Entre las técnicas de par coincidente más utilizadas encontramos:
1. Cardioides coincidentes con ángulo de 180°: Permite conseguir la mayor cobertura de estéreo, pero tienen el inconveniente de que los sonidos que llegan a cada uno de los micros directamente de frente, les llegan 90° fuera del eje, por lo que producen un sonido apagado y, además, la reverberación se sitúa en los extremos izquierdo y derecho.
2. Cardioides coincidentes con ángulo de 120°: Logra la cobertura más ancha posible con una reverberación uniforme entre los altavoces.
3. Cardioides coincidentes con ángulo de 135°: Utilizando un ángulo de 135°, se puede llegar a una cobertura estéreo casi total, pero aunque la reverberación es mejor que la dan los 180°, sigue sin ser uniforme como en los 120°.
4. Cardioides coincidentes con ángulo de 90°: Utilizando esta modalidad, la mayor parte de la reverberación se produce en el centro, no obstante, la cobertura estéreo resulta estrecha, aunque esto se puede solucionar si es posible colocar las fuentes sonoras rodeando el par de micros en semicírculo (180°).
5. Técnica de Blumlein: Llamada también técnica estereofónica o por su nombre técnico especifíco: bidireccionales coincidentes con ángulo de 90º. Ideada por el ingeniero británico Alan Blumlein (1903-1942), es la más usada por las múltiples ventajas que ofrece, la principal reverberación uniforme, no obstante cuenta con el inconveniente de que solo proporciona sus mejores resultados en zonas amplias cuando no se presenten señales fuertes en los lados del par estéreo.
6. Hipercardioides coincidentes con ángulo de 110º: La principal ventaja que ofrece esta modalidad es que el estrecho diagrama del hipercardioide permite una colocación más distante que si se utilizasen cardioides. Al mismo tiempo, esta técnica permite lograr una buena espacialidad y una imagen sonora nítida (una buena localización). El inconveniente es que los micros hipercardioides tienden a tener pérdidas en los bajos, aunque esto se puede corregir con la ecualización.
7. Técnica MS: Llamada también técnica del Par M-S o Técnica Medio-Lateral (en inglés Mid-Side que es el origen de las letras MS). Utilizamos dos micros de diferente polaridad: un micro central frontal direccional (generalmente carioide, aunque no necesariamente) y un micro lateral ( bidireccional). Las cápsulas de ambos micros se colocan de forma coincidente en un ángulo recto de 90°.

- Datos: Q6154488